# Трстене-прі-Горнаде
Трстене-прі-Горнаде (словац. Trstené pri Hornáde, угор. Abaújnádasd) — село, громада в окрузі Кошиці-околиця, Кошицький край, південно-східна Словаччина. Кадастрова площа громади — 12,92 км². Населення — 1563 особи (за оцінкою на 31 грудня 2017 р.).
Перша згадка 1215 року як Zaka.

## Географія
Водойма — Горнад.

## Населення
| Рік:            | 1994. | 2004.   | 2014.   | 2024.   |
| --------------- | ----- | ------- | ------- | ------- |
| Кількість осіб: | 1480  | 1460    | 1538    | 1511    |
| Різниця:        |       | -1,35 % | +5,34 % | -1,75 % |

| Рік:            | 2023. | 2024.   |
| --------------- | ----- | ------- |
| Кількість осіб: | 1500  | 1511    |
| Різниця:        |       | +0,73 % |